# Bad Grund
Bad Grund é uma cidade da Alemanha localizada no distrito de Osterode, estado da Baixa Saxônia.
Pertence ao Samtgemeinde de Bad Grund.